# 表現主義美學
20世紀的美學，明顯形成了人文主義美學 和科學主義美學兩大思潮，它們都宣稱取消了物質和意識的對立，唯物和唯心的對立，把世界的本源歸結為主客體合一的自我意識。這一時期的美學，多以主觀唯心主義哲學為基礎，具有非理性或反理性主義的特色以審美意識的研究為中心在美學發展上出現了泛化的現象，還出現了大量與日常生活，生產有關的美學研究，如技術美學、商品美學、信息美學、環境美學，加強了美學與實踐的聯繫。

## 表現主義美學代表思想家
- 克羅齊
- 科林伍德